# Macropsia
La macropsia è una condizione neurologica che influenza la percezione visiva umana, per cui gli oggetti appaiono più grandi di quanto non lo siano realmente. È l'opposto della micropsia.

## Eziologia
Le cause della macropsia includono l'emicrania e (raramente) l'epilessia parziale complessa. Una macropsia temporanea può anche essere causata dall'azione di diverse droghe psicoattive, come cannabis e funghi contenenti sostanze allucinogene quali l'Amanita muscaria, come riportato in "Alice nel Paese delle Meraviglie". Cambi nella percezione visiva indotti dall'assunzione di droghe normalmente scompaiono al venir meno dell'effetto degli agenti chimici stessi.